# Brodek (Úhlejov)
Brodek je malá vesnice, část obce Úhlejov v okrese Jičín. Nachází se asi 500 m jižně od Úhlejova. V roce 2014 zde bylo 40 domů. V roce 2011 zde trvale žilo 49 obyvatel.

## Historie
V osadě Brodek se 8. listopadu 1894 narodil Václav Machek, český jazykovědec. Narodil se v domku č.p. 5, který byl později zbořen a na tomto místě byl vztyčen pamětní kámen na Machkovu památku.